# Kenianische Fußballnationalmannschaft (U-20-Männer)
Die kenianische Fußballnationalmannschaft der U-20-Männer ist die Auswahl kenianischer Fußballspieler der Altersklasse U-20. Sie repräsentiert die Football Kenya Federation auf internationaler Ebene, beispielsweise in Freundschaftsspielen gegen die Auswahlmannschaften anderer nationaler Verbände, aber auch bei der U-20-Afrikameisterschaft (1979 bis 2001 in der Altersklasse U-21) des Kontinentalverbandes CAF oder der U-20-Weltmeisterschaft (1977 bis 2005 als Junioren-Weltmeisterschaft) der FIFA. Die Mannschaft nahm an der Afrikameisterschaft 1978 teil, konnte sich jedoch nie für eine Weltmeisterschaft qualifizieren.

## Teilnahme an internationalen Meisterschaften
| U-21-Afrikameisterschaft - 1979: Achtelfinale - 1981: zurückgezogen - 1983: nicht teilgenommen - 1985: nicht teilgenommen - 1987: nicht teilgenommen - 1989: zurückgezogen - 1991: nicht teilgenommen - 1993: nicht qualifiziert - 1995: zurückgezogen - 1997: nicht qualifiziert - 1999: nicht teilgenommen - 2001: nicht qualifiziert U-20-Afrikameisterschaft - 2003: zurückgezogen - 2005: nicht teilgenommen - 2007: nicht qualifiziert - 2009: nicht qualifiziert - 2011: zurückgezogen - 2013: nicht qualifiziert - 2015: nicht qualifiziert - 2017: disqualifiziert - 2019: nicht qualifiziert - 2021: nicht qualifiziert - 2023: nicht teilgenommen - 2025: Vorrunde Bilanz - 1 × Achtelfinale - 9 × nicht qualifiziert - 5 × zurückgezogen - 7 × nicht teilgenommen | Junioren-Weltmeisterschaft - 1977: nicht qualifiziert - 1979: nicht qualifiziert - 1981: nicht qualifiziert - 1983: nicht qualifiziert - 1985: nicht qualifiziert - 1987: nicht qualifiziert - 1989: nicht qualifiziert - 1991: nicht qualifiziert - 1993: nicht qualifiziert - 1995: nicht qualifiziert - 1997: nicht qualifiziert - 1999: nicht qualifiziert - 2001: nicht qualifiziert - 2003: nicht qualifiziert - 2005: nicht qualifiziert U-20-Weltmeisterschaft - 2007: nicht qualifiziert - 2009: nicht qualifiziert - 2011: nicht qualifiziert - 2013: nicht qualifiziert - 2015: nicht qualifiziert - 2017: nicht qualifiziert - 2019: nicht qualifiziert - 2023: nicht qualifiziert - 2025: nicht qualifiziert |